# Maurice Tourneur
Maurice Tourneur (Párizs, 1876. február 2. – Párizs, 1961. augusztus 4.) 
francia forgatókönyvíró, filmrendező. Jacques Tourneur filmrendező apja. Legtöbb filmje némafilm, azok többsége is amerikai korszakában (1914–1927) készült.

## Életpályája
Grafikusként és lapillusztrátorként kezdett dolgozni, később Auguste Rodin asszisztense volt, majd színész és színházi rendező lett, többek között a párizsi Odéon Színházban. Mint másokat, őt is elcsábította a mozi. Előbb barátja, Émile Chautard mellett, majd 1913-ban már önállóan rendezte első némafilmjeit. Az Éclair nevű filmtársaság Amerikába küldte.
Ott készült munkái közül említhető Mary Pickforddal forgatott két filmje: The Pride of the Clan és The Poor Little Rich Girl (1917), The Blue Bird (1918) – Maurice Maeterlinck A kék madár című színműve alapján, A Doll’s House (1918) – Henrik Ibsen Nórája nyomán, vagy a Treasure Island – Robert Louis Stevenson A kincses sziget című regényéből.
1920-ban forgatta (1921-ben mutatták be) Cooper híres regénye, Az utolsó mohikán nagy sikerű adaptációját (The Last of the Mohicans).. Ehhez ő fedezte fel a film számára Wallace Beeryt, aki azután közel 250 filmben szerepelt. Az 1920-as évek elején Tourneurt Hollywood egyik legjobb rendezőjének tartották, – írta róla Georges Sadoul, hozzátéve: „a stilizált díszletek alkalmazásában megelőzte a német filmeket”. Hazatérése után még egy utolsó némafilmet forgatott (L'Équipage, magyar címe: Kék dandár), és közben egy másikat Németországban is. Hangos filmjei már mind Franciaországban készültek.

## Filmjei (Válogatás)
Némafilmek
- 1913: Le Friquet
- 1913: La Bergère d'Ivry
- 1914: The Man of the Hour
- 1915: Alias Jimmy Valentine
- 1915: The Cub
- 1917: The Poor Little Rich Girl
- 1918: The Blue Bird
- 1918: Prunella
- 1918: A Doll's House
- 1920: The Last of the Mohicans
- 1922: Lorna Doone
- 1923: While Paris Sleeps
- 1926: Old Loves and New
- 1929: Das Schiff der verlorenen Menschen (Marlene Dietrich-hel)

Hangos filmek
- 1930: Accusée, levez-vous!
- 1931: Maison de danses ; Partir
- 1932: Au nom de la loi ; Les Gaietés de l'escadron ; Lidoire
- 1933: Les Deux Orphelines ; L'Homme mystérieux
- 1933: Le Voleur
- 1935: Justin de Marseille ; Kœnigsmark (Pierre Benoit regényéből)
- 1936: Samson ; Avec le sourire
- 1938: Le Patriote ; Katia
- 1941: Volpone
- 1941: Péchés de jeunesse ; Mam'zelle Bonaparte
- 1942: La Main du diable
- 1943: Le Val d'enfer
- 1944: Cécile est morte
- 1948: Après l'amour
- 1948: Impasse des Deux-Anges